# Aeroportul Internațional Nauru
Aeroportul Internațional Nauru (IATA: INU, ICAO: ANYN) este un aeroport din Boe, Nauru ce deservește zona Yaren. A fost deschis în 1943 și numit după Nauru.
Situat la o altitudine de 7 m, aeroportul dispune de 1 pistă.

## Infrastructură

### Piste
Aeroportul dispune de o singură pistă. Pista 12/30 are suprafața de asfalt și dimensiunile 2.150 m × 45 m. 